# Agni II
Agni II est un missile balistique à moyenne portée (2 000 kilomètres) développé par l'Inde qui a été testé pour la première fois en 1999 et est déployé depuis 2011. Il emporte une ogive nucléaire de 40 kilotonnes d'équivalent TNT. 

## Contexte
Le développement de la famille de missiles balistiques sol-sol indien Agni remonte à 1982 lorsque le gouvernement indien d'Indira Gandhi, favorable aux armes nucléaires, confie au DRDO (agence chargée du développement des matériels militaires indiens) la mission de développer le programme IGMDP (Integrated Guided Missile Program) dont l'objectif est de mettre au point les systèmes de missiles modernes nationaux (missiles antichars, antiaériens et missiles sol-sol tactiques et stratégiques). Pour les missiles balistiques conçus pour emporter une ogive nucléaire, les responsables du programme choisissent de développer en parallèle les missiles Prithvi à ergols liquides pour la courte  portée  et les missiles Agni à propergol solide pour les portées plus lointaines. Le développement des missiles Agni s'appuie largement sur les technologies mises au point pour le lanceur civil à propergol solide SLV qui effectue son premier vol réussi en 1980. Le missile Agni II à moyenne portée est la deuxième réalisation de la série des Agni. Il s'agit d'une version de son prédécesseur Agni I auquel a été ajouté un deuxième étage. Le premier tir d'essai de ce missile est effectué le 11 avril 1999 depuis un wagon disposant d'un toit escamotable permettant de basculer à la verticale le missile. Le tir a lieu depuis la base de lancement de l'Île Wheeler (Inde) dans l'état de Balasore.  

## Caractéristiques techniques
L'Agni II est un missile balistique à moyenne portée (2 000 kilomètres pour une charge utile de 1 tonne) bi-étages à propergol solide dérivé du prototype Agni-TD. Le missile est long de 19,5 mètres pour un diamètre de 1 mètre. Sa masse au lancement est de 16 tonnes. Le premier étage est dérivé de celui du prototype Agni-TD lui-même dérivé du premier lanceur civil indien SLV. Il est long de 10,3 mètres et emporte 9 tonnes de propergol solde du même type que celui utilisé par le lanceur indien PSLV composé de trois segments. L'impulsion spécifique est de 237 secondes au sol et de 269 secondes dans le vide. L'enveloppe est réalisée en acier 15CDV6 à l'aide de méthode de fabrication classique (mise en forme et soudure). La tuyère est réalisée en acier avec un revêtement ablatif. Le deuxième étage long de 4,8 mètres pour un diamètre de 1 mètre a une masse de 4,2 tonnes et emporte 3,57 tonnes de propergol solide. L'enveloppe est réalisée dans le même matériau que celui du premier étage. La tuyère est orientable. 

## Utilisation
L'Agni II est conçu pour être tiré d'une plateforme mobile routière ou ferroviaire. Environ 10 missiles opérationnels seraient déployés en Inde du nord avec sans doute comme cible potentielle la Chine méridionale, occidentale et centrale. Le missile peut emporter une charge utile allant jusqu'à 2 tonnes. Il est armé avec une ogive nucléaire de 40 kilotonnes d'équivalent TNT. 